# なごみの湯
なごみの湯（なごみのゆ）は、北海道苫小牧市にある日帰り入浴施設。

## 概要
なごみの湯としての営業以前は、「黎明薬湯」や「ニュー健康オアシス“湯らり”」として営業していたが、2003年（平成15年）3月に閉店。その後、ケーエスコーポレーションが温泉の湧出に成功し、同年11月21日に「天然温泉なごみの湯」としてオープンした。

## 施設
お風呂
- ジャグジー、檜風呂、大浴場、露天風呂、サウナ、アカスリコーナー

館内
- （1F）お食事処「さらり」、お土産、自販機
- （2F）軽食レストラン「オアシス」（休業中（2024年2月時点））、キッズコーナー、宴会場（和室、洋室）